# Odenton
Odenton és una concentració de població designada pel cens dels Estats Units a l'estat de Maryland. Segons el cens del 2000 tenia 20.534 habitants.

## Demografia
Segons el cens del 2000, Odenton tenia 20.534 habitants, 7.594 habitatges, i 5.551 famílies. La densitat de població era de 638,3 habitants per km².
Dels 7.594 habitatges en un 37,7% hi vivien nens de menys de 18 anys, en un 58,8% hi vivien parelles casades, en un 10,5% dones solteres, i en un 26,9% no eren unitats familiars. En el 19,7% dels habitatges hi vivien persones soles el 4,2% de les quals corresponia a persones de 65 anys o més que vivien soles. El nombre mitjà de persones vivint en cada habitatge era de 2,7 i el nombre mitjà de persones que vivien en cada família era de 3,13.
Per edats la població es repartia de la següent manera: un 26,9% tenia menys de 18 anys, un 7% entre 18 i 24, un 38,7% entre 25 i 44, un 20,5% de 45 a 60 i un 6,8% 65 anys o més.
L'edat mediana era de 33 anys. Per cada 100 dones de 18 o més anys hi havia 91,7 homes.
La renda mediana per habitatge era de 65.563 $ i la renda mediana per família de 69.098 $. Els homes tenien una renda mediana de 45.965 $ mentre que les dones 32.659 $. La renda per capita de la població era de 26.124 $. Entorn de l'1,6% de les famílies i el 2,5% de la població estaven per davall del llindar de pobresa.

## Poblacions més properes
El següent diagrama mostra les poblacions més properes.